# 錦英苑

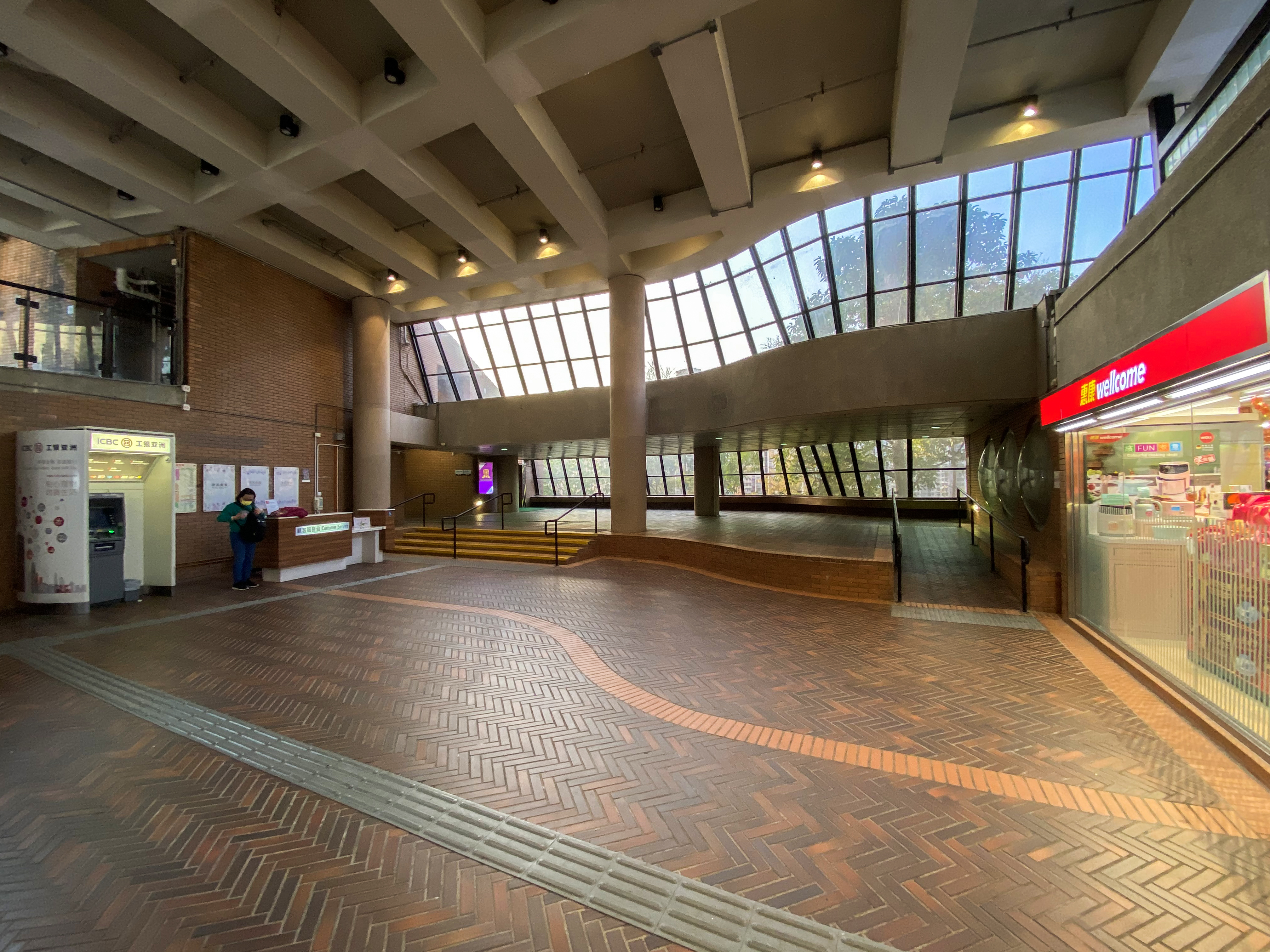
錦英商場採用紅磚設計

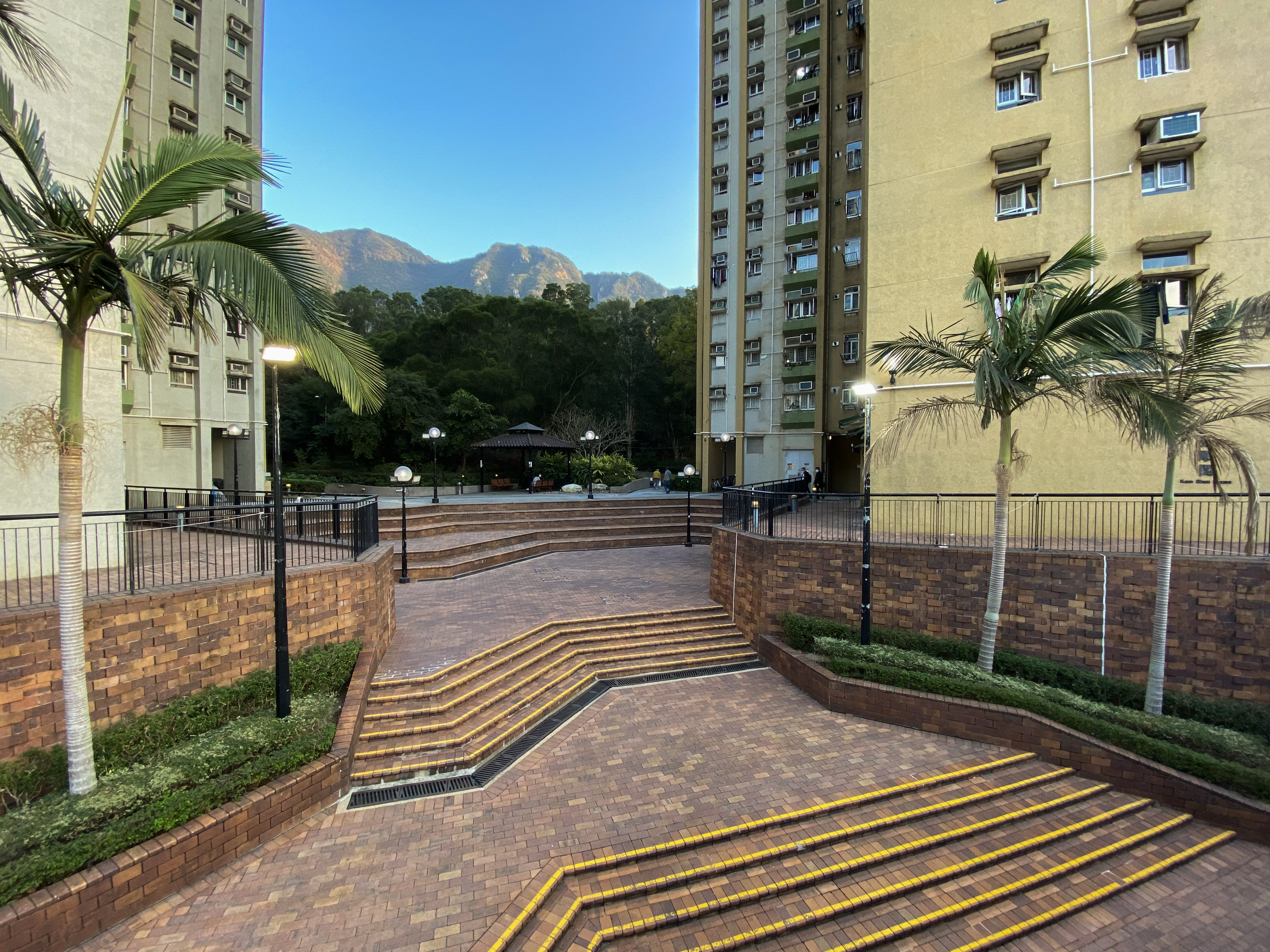
屋苑往錦英商場的大樓梯

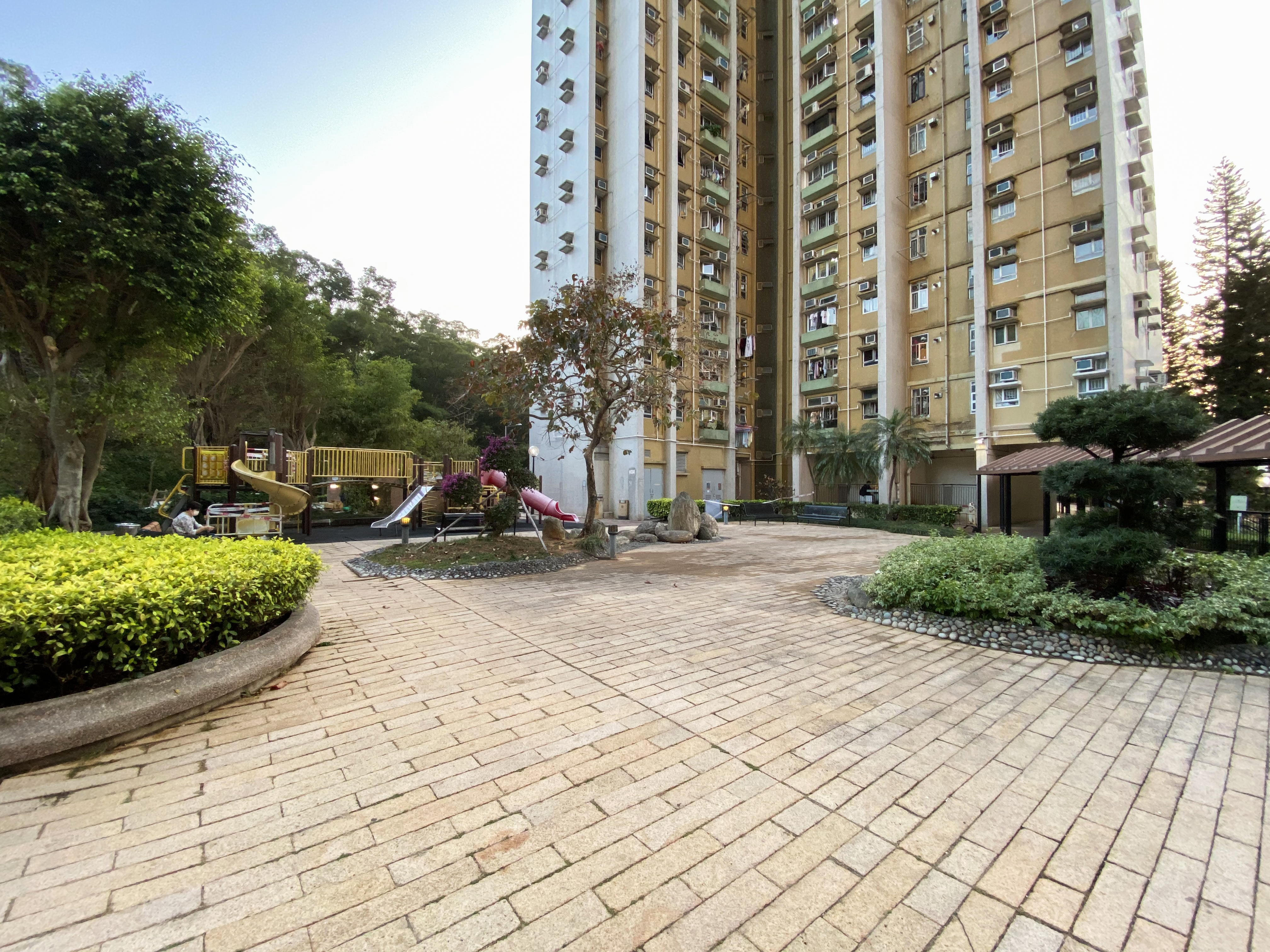
B座對出的園林

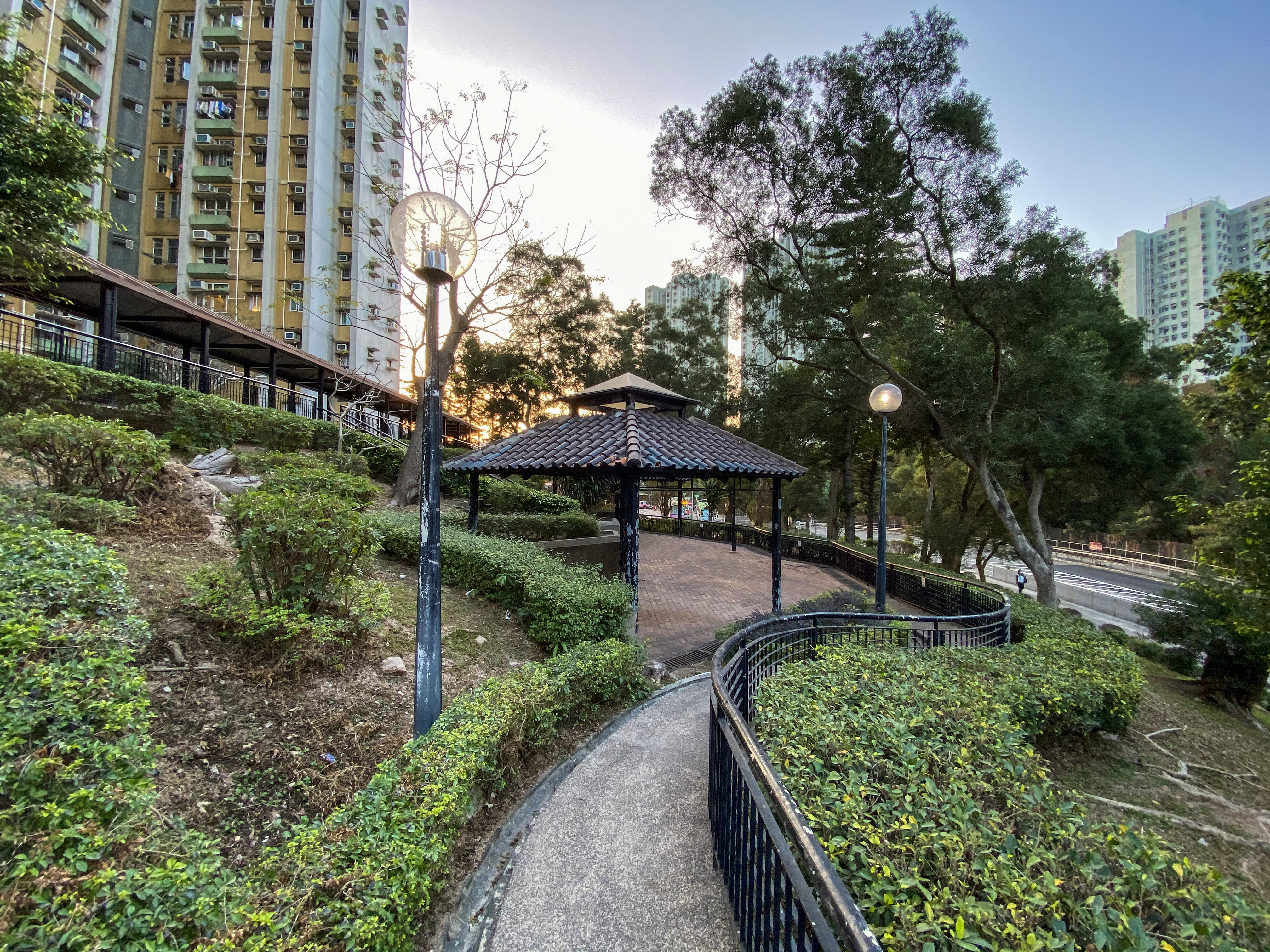
涼亭

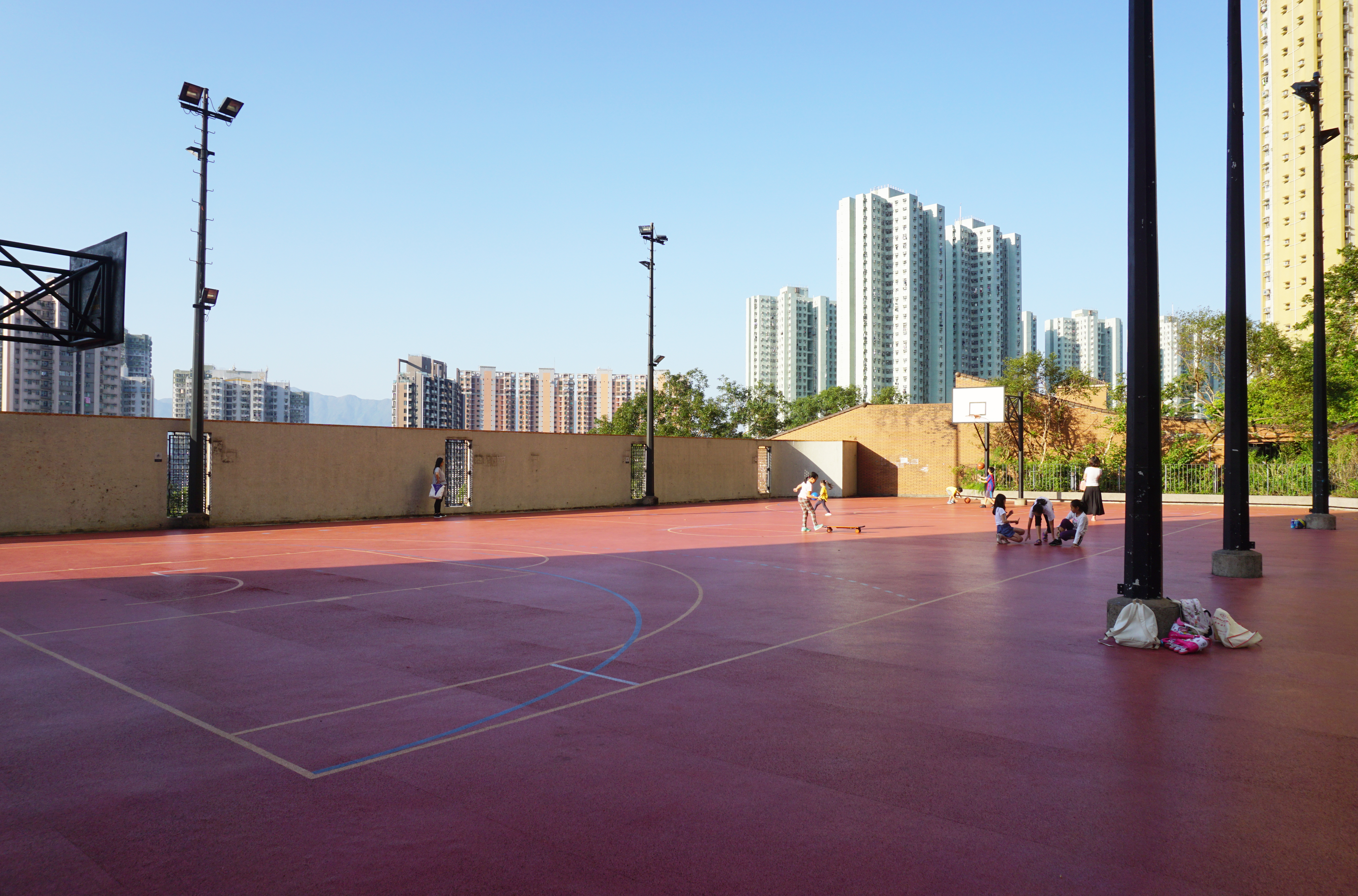
籃球場

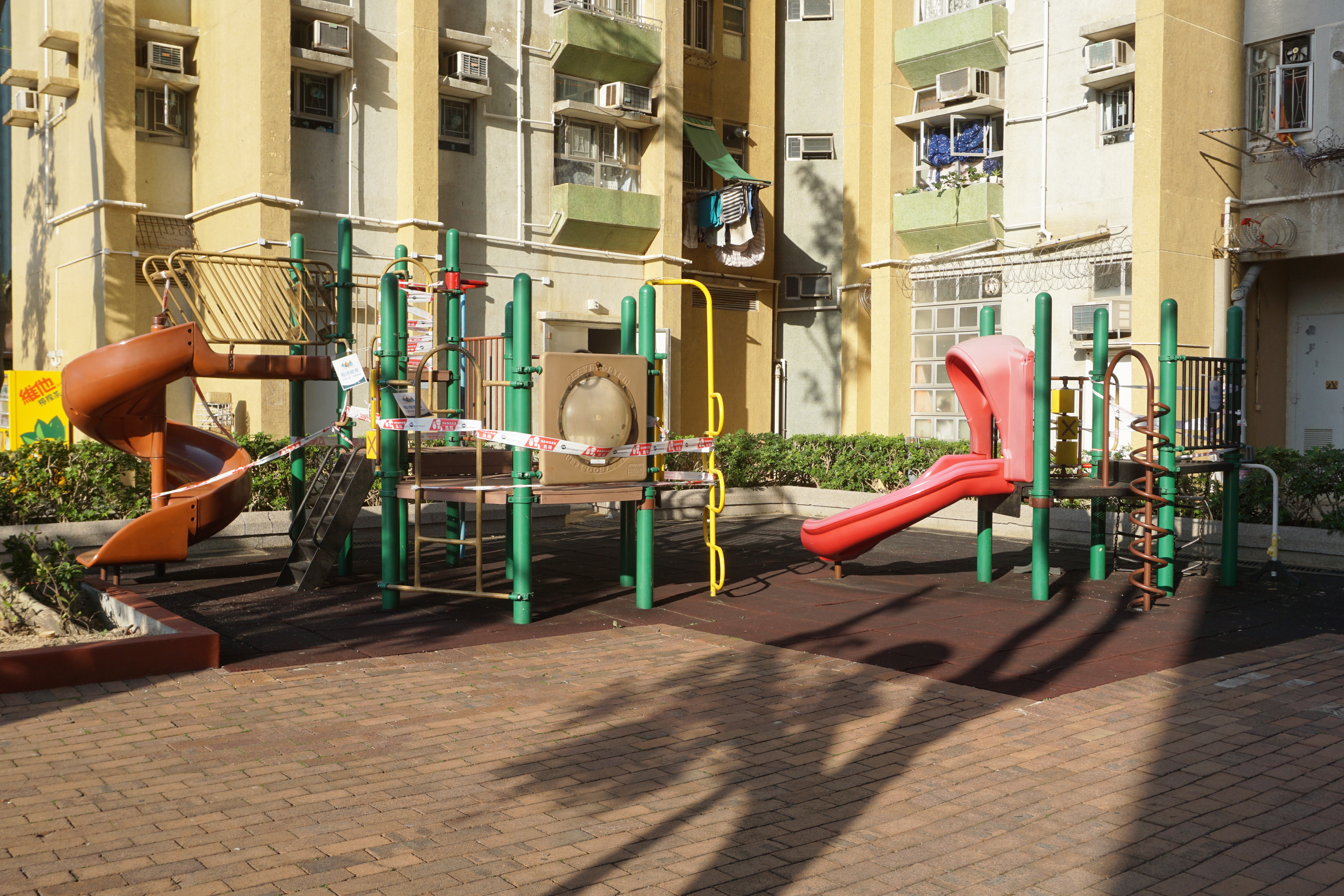
兒童遊樂場

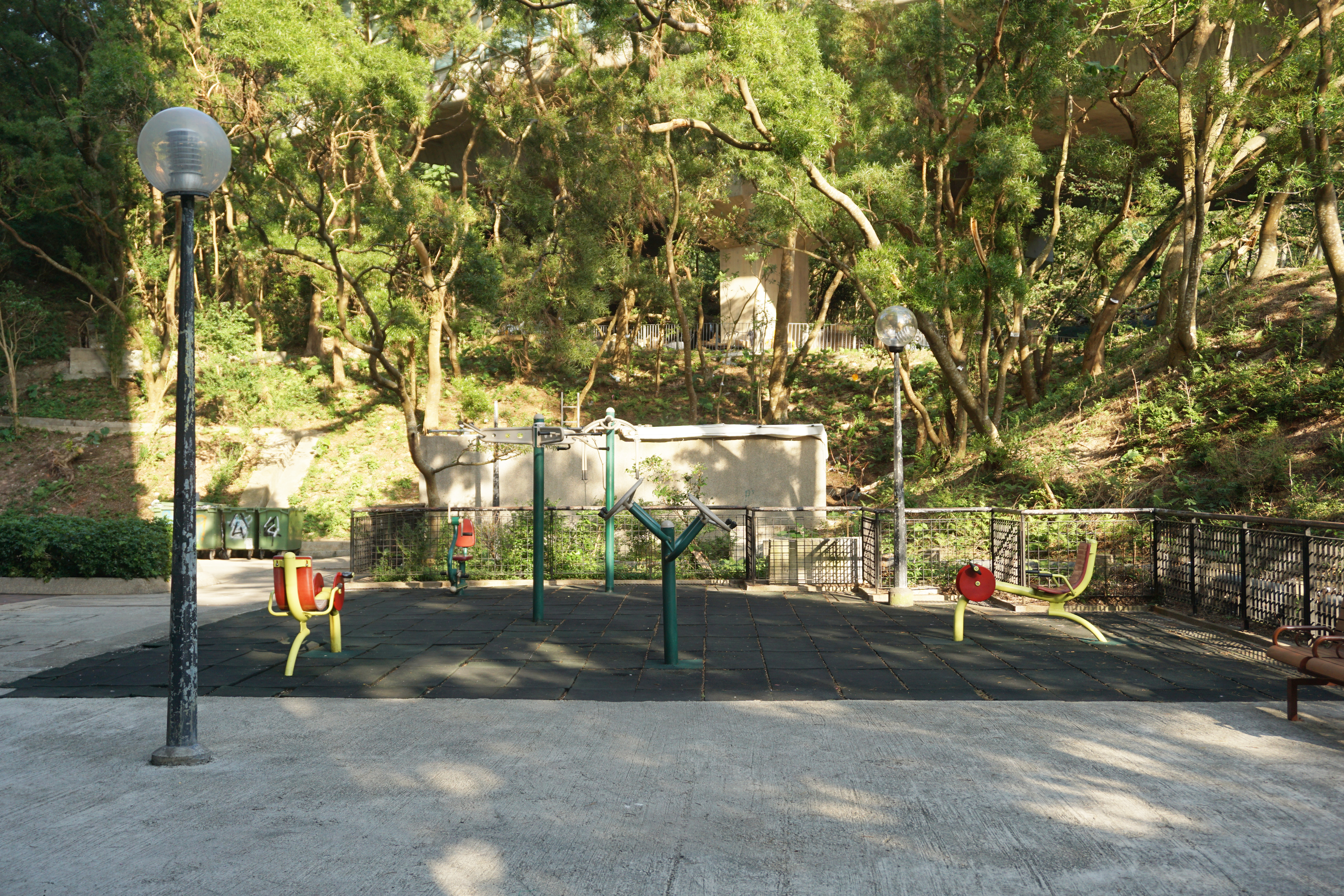
健體區

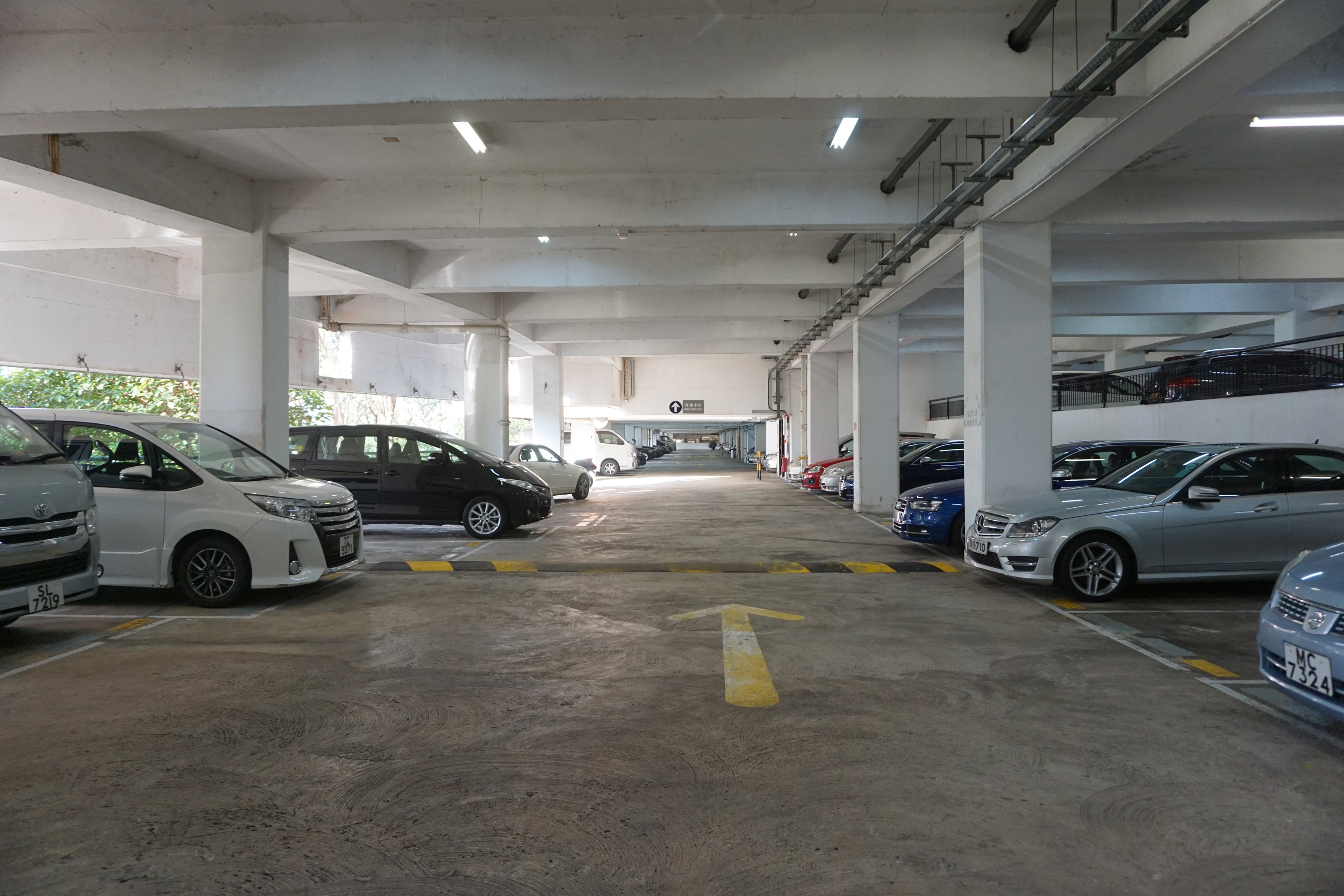
停車場

錦英苑（英語：Kam Ying Court）是香港房屋委員會的居屋屋苑之一，位於新界沙田區的馬鞍山，屬居屋計劃第12期甲及第12期乙。
在1990年代初至中期，錦英苑亦有稱作「馬鞍台」，因從山下馬鞍山警署望上，儼如一個平台屹立於山腰，也是馬鞍山少數建在實地的居屋屋苑。錦英苑商場內的街市稱為「馬鞍台街市」。

## 屋苑資料

### 樓宇
| 樓宇名稱（座號） | 樓宇類型 | 落成年份 | 層數 | 每層伙數 | 每座單位數目 (伙) | 提供升降機的廠商 | 期數 |
| ---------------- | -------- | -------- | ---- | -------- | ----------------- | ---------------- | ---- |
| 錦良閣（A座）    | 新十字型 | 1991年   | 35   | 10       | 350               | Sabiem           | 1    |
| 錦佳閣（B座）    | 新十字型 | 1991年   | 35   | 10       | 350               | Sabiem           | 1    |
| 錦強閣（C座）    | 新十字型 | 1991年   | 35   | 10       | 350               | Sabiem           | 1    |
| 錦智閣（D座）    | 新十字型 | 1991年   | 35   | 10       | 350               | Goldstar         | 2    |
| 錦達閣（E座）    | 新十字型 | 1991年   | 35   | 10       | 350               | Goldstar         | 2    |
| 錦順閣（F座）    | 新十字型 | 1991年   | 35   | 10       | 350               | Goldstar         | 2    |
| 錦悅閣（G座）    | 新十字型 | 1991年   | 35   | 10       | 350               | Goldstar         | 2    |
| 錦雅閣（H座）    | 新十字型 | 1991年   | 35   | 10       | 350               | Goldstar         | 2    |
| 錦耀閣（J座）    | 新十字型 | 1991年   | 35   | 10       | 350               | Goldstar         | 2    |
| 錦義閣（K座）    | 新十字型 | 1991年   | 35   | 10       | 350               | Goldstar         | 2    |

第一期樓宇由SOGEA承建，而二期樓宇由禮頓建築承建。

### 設施
屋苑設施包括多個兒童遊樂場、羽毛球場、排球場、露天劇場、籃球場和健體區等。

#### 錦英商場
商場樓高2層，內部建築面積為37,260平方尺。到2016年，領展以4.71億將商場售予盈信控股有限公司後，由佳定集團負責管理商場。目前商場主要租戶包括百分百餐廳、OK便利店、大家樂、惠康超級市場、錦英藥行、醫務中心和香港中文大學校友會聯會張煊昌幼稚園  （页面存档备份，存于）  。商場天台設有平台花園。

#### 街市
街市命名為“馬鞍台街市”，街坊和租戶指出雖已增設空調，惟領展與新業主一直未有改善街市空調系統。空置情況比商場更嚴重，人流疏落。

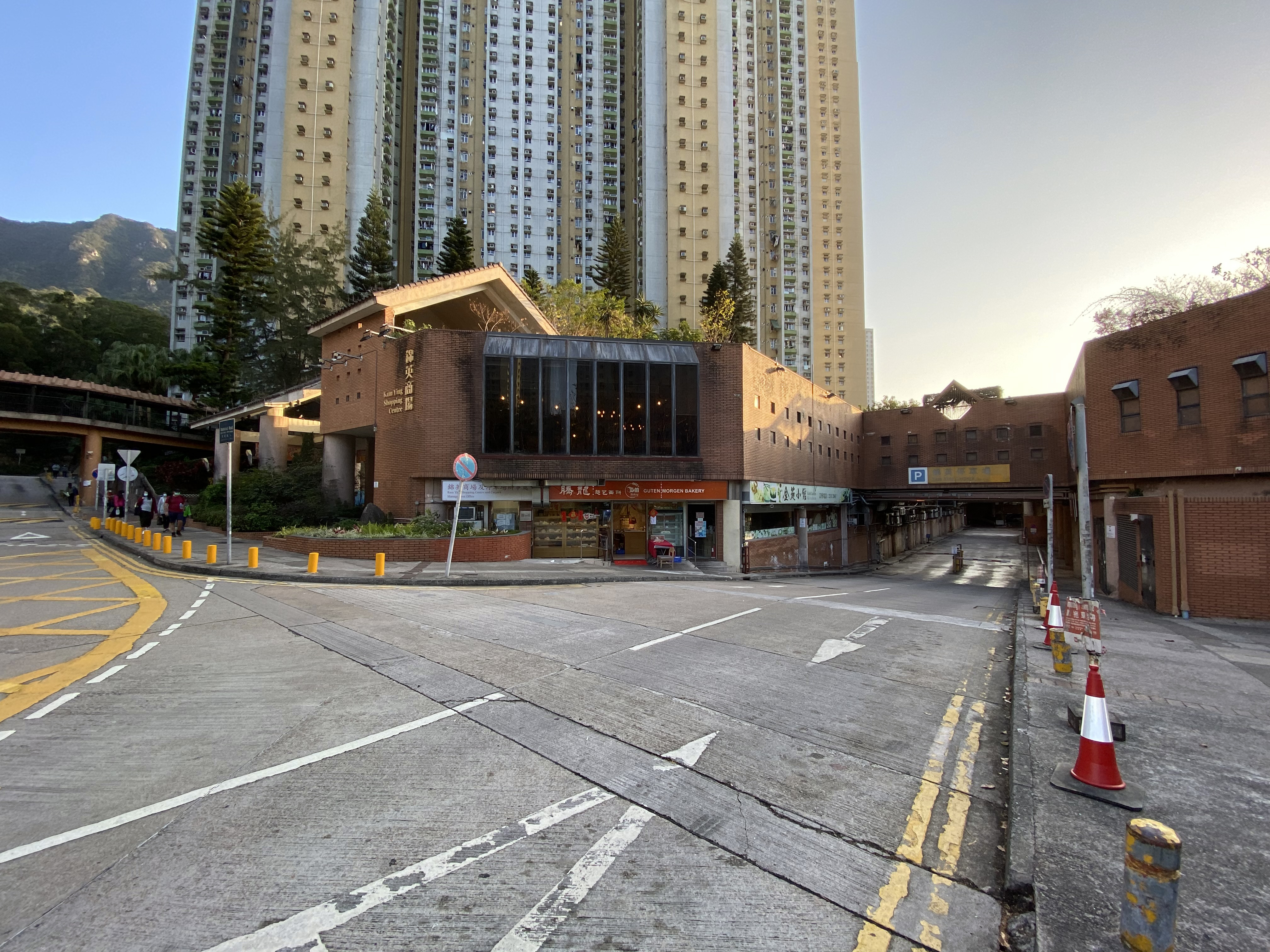
錦英商場外貌
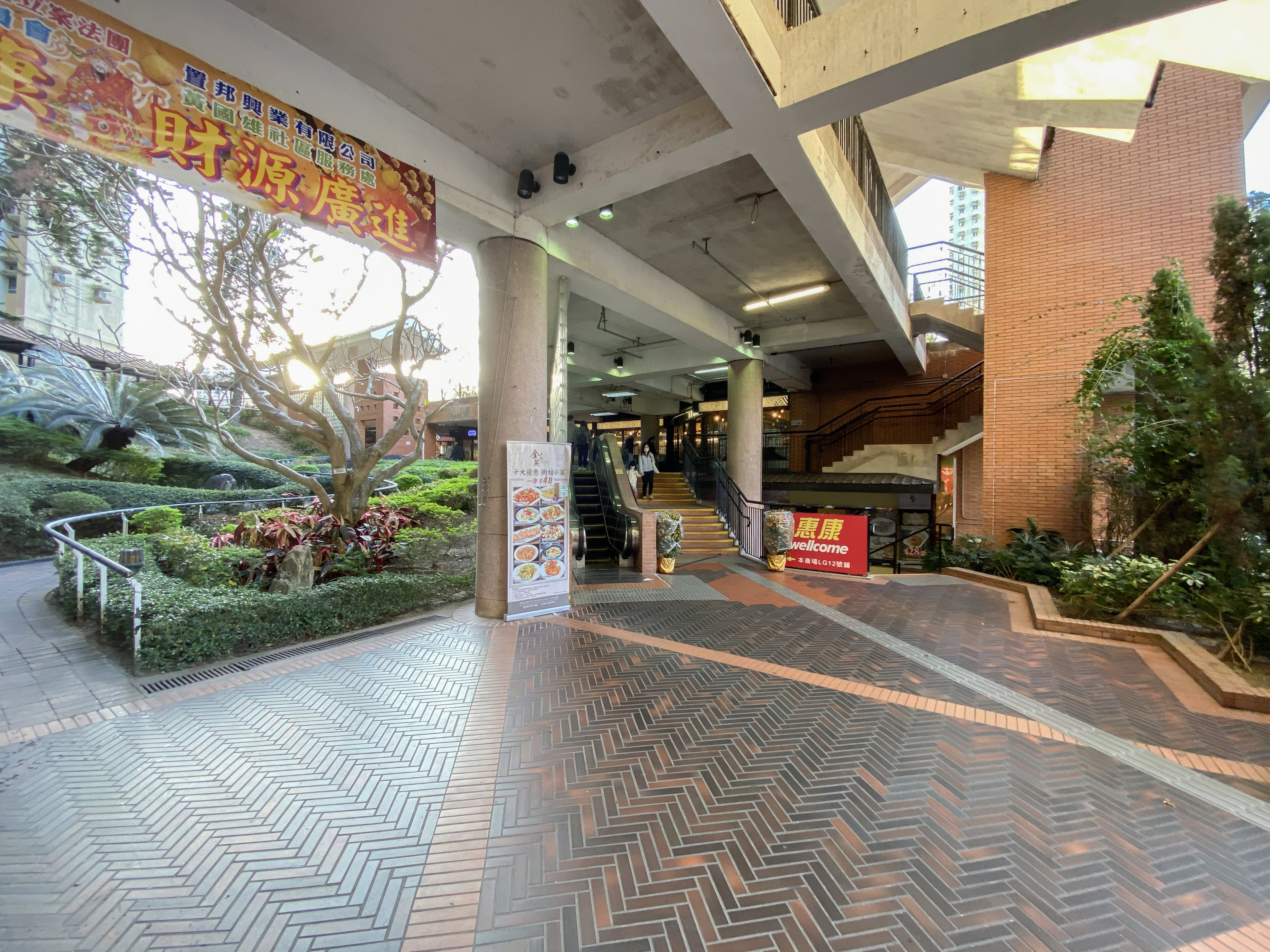
錦英商場入口
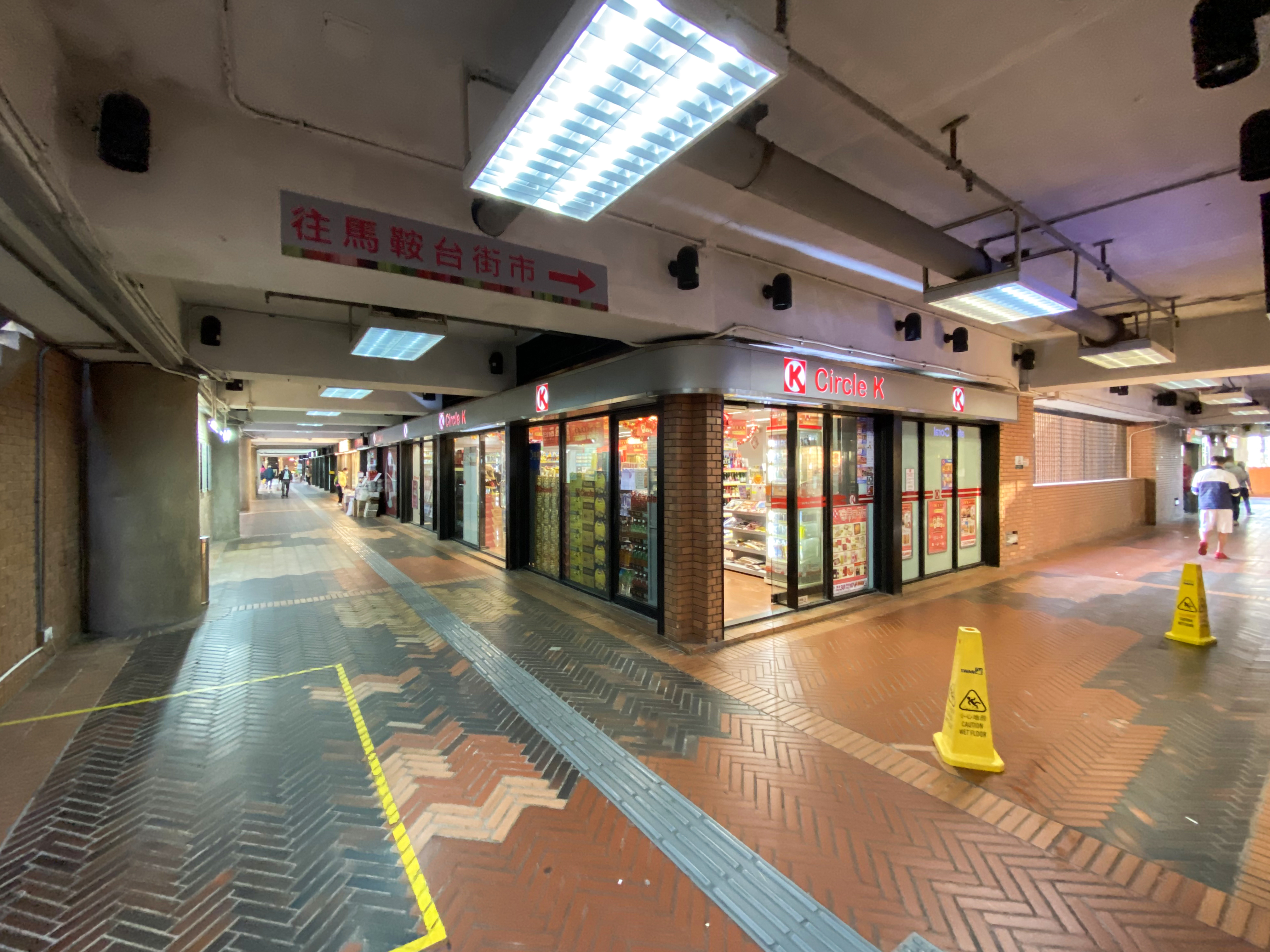
商場LG1層商店（2021年2月）
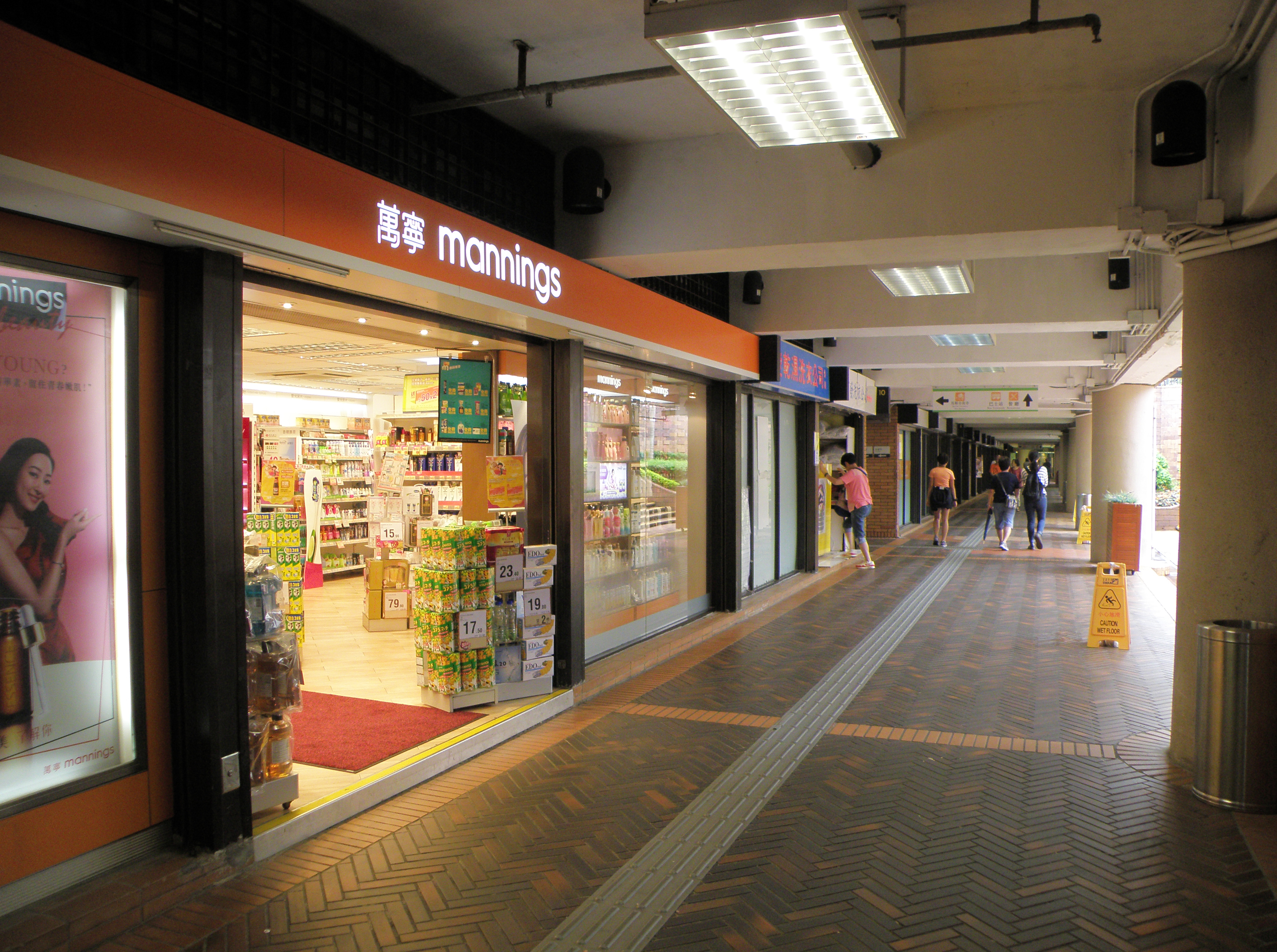
商場LG1層通道（2015年9月）
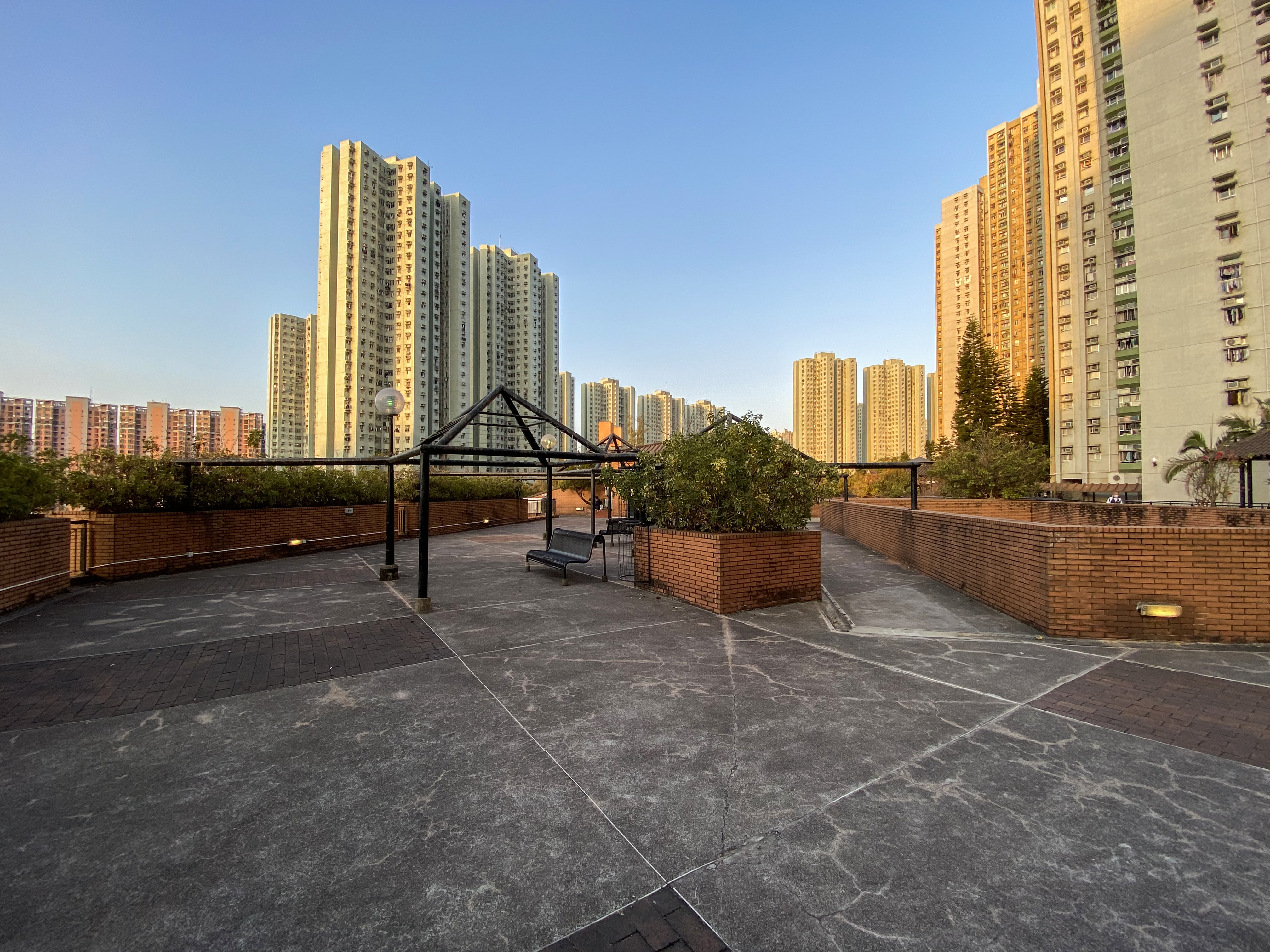
商場天台花園
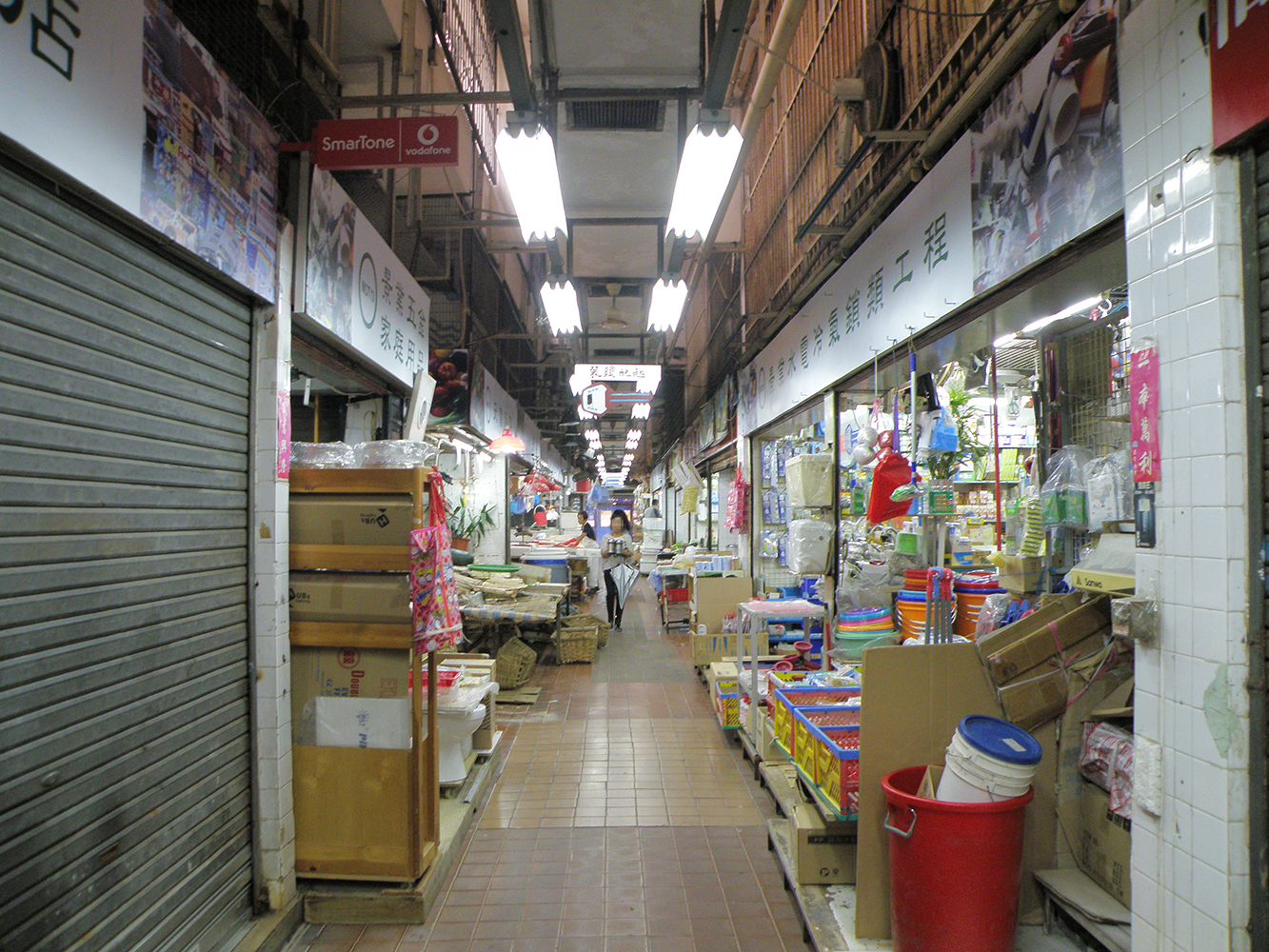
馬鞍台街市

## 教育設施

### 幼稚園
- 香港中文大學校友會聯會張煊昌幼稚園 （页面存档备份，存于） （1991年創辦）（位於錦英苑商場）

### 小學
- 吳氏宗親總會泰伯紀念學校 （1991年創辦）（位於錦英苑錦義閣旁）

## 圖片集

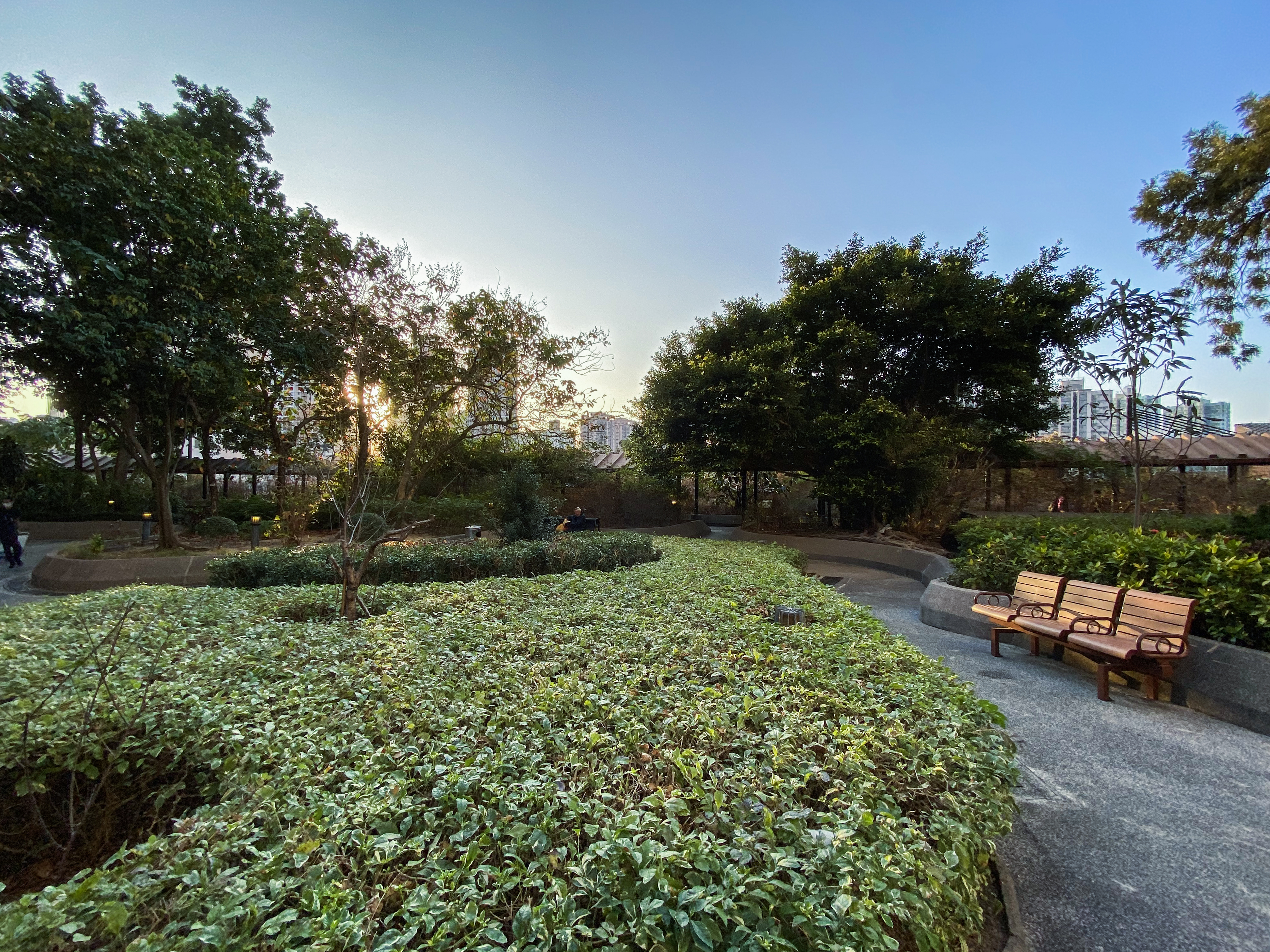
H座對出的園林
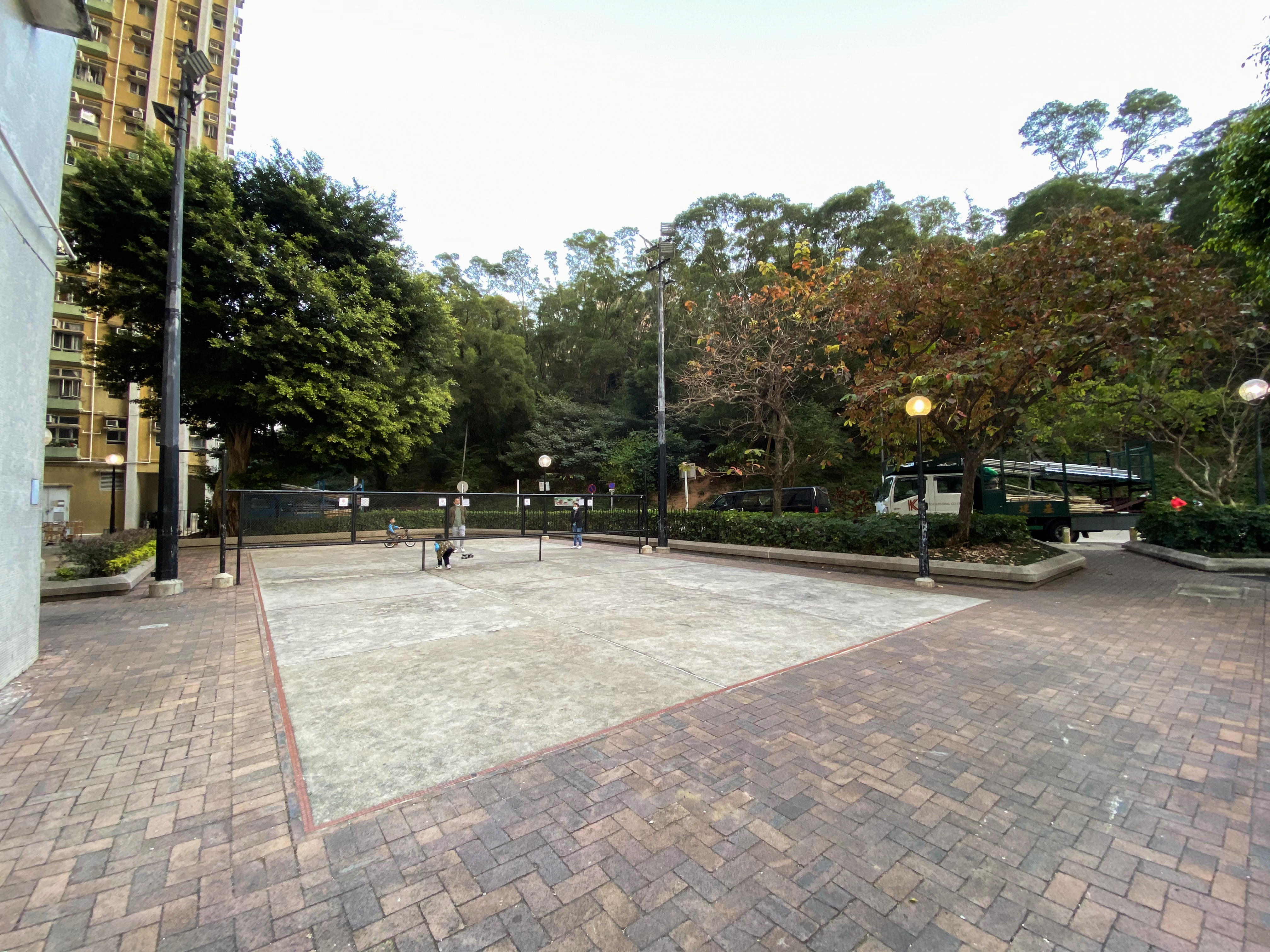
羽毛球場
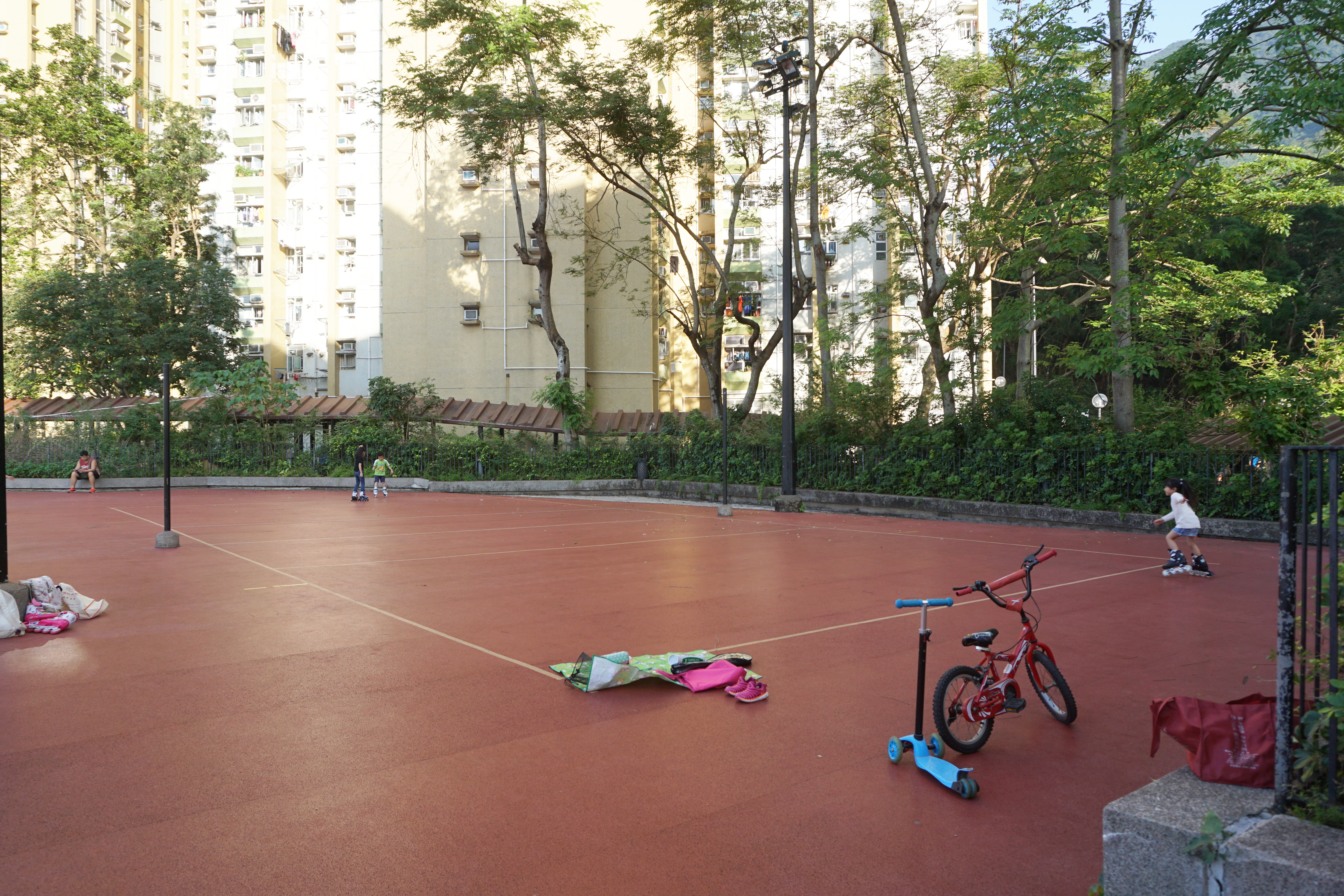
排球場
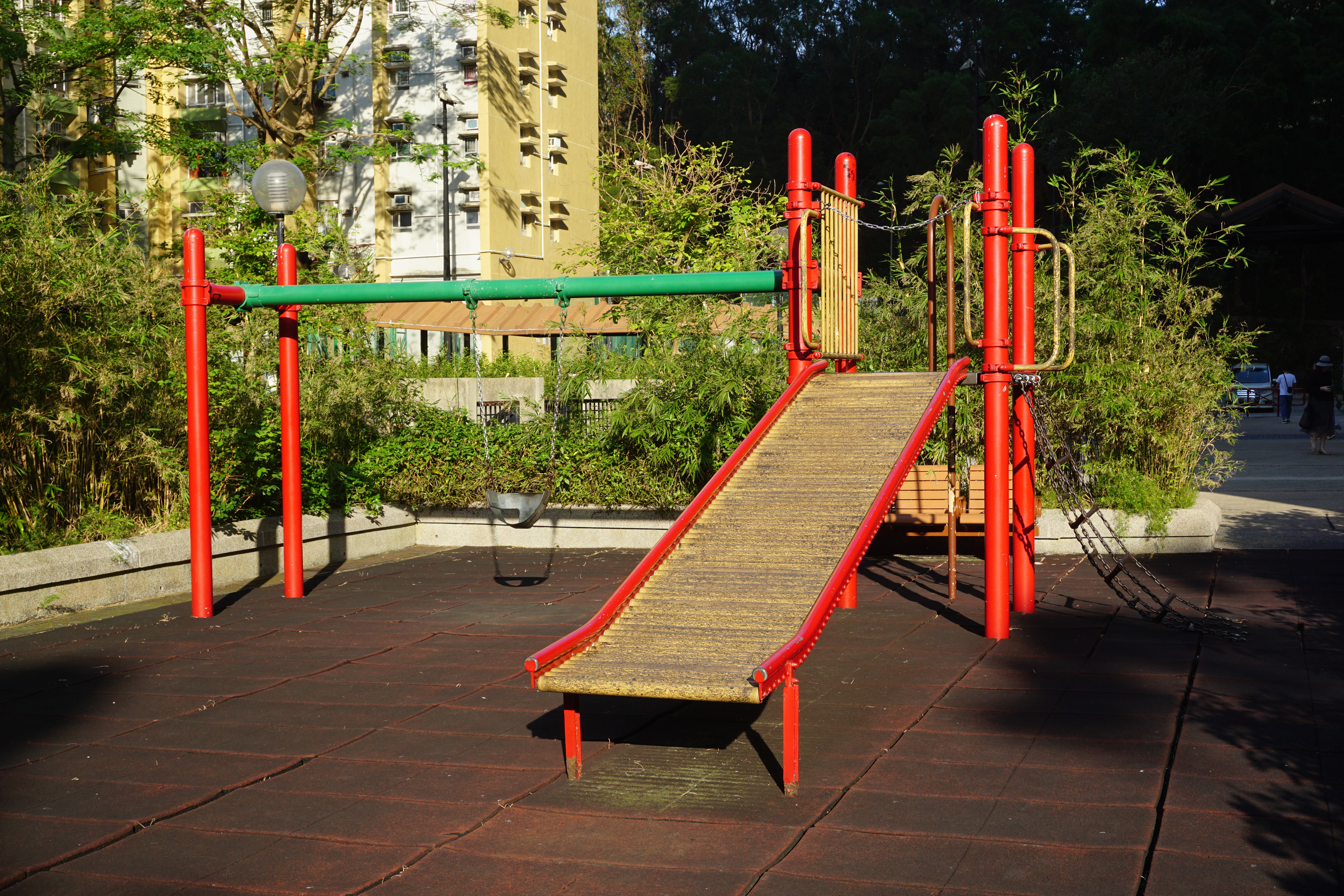
鞦韆
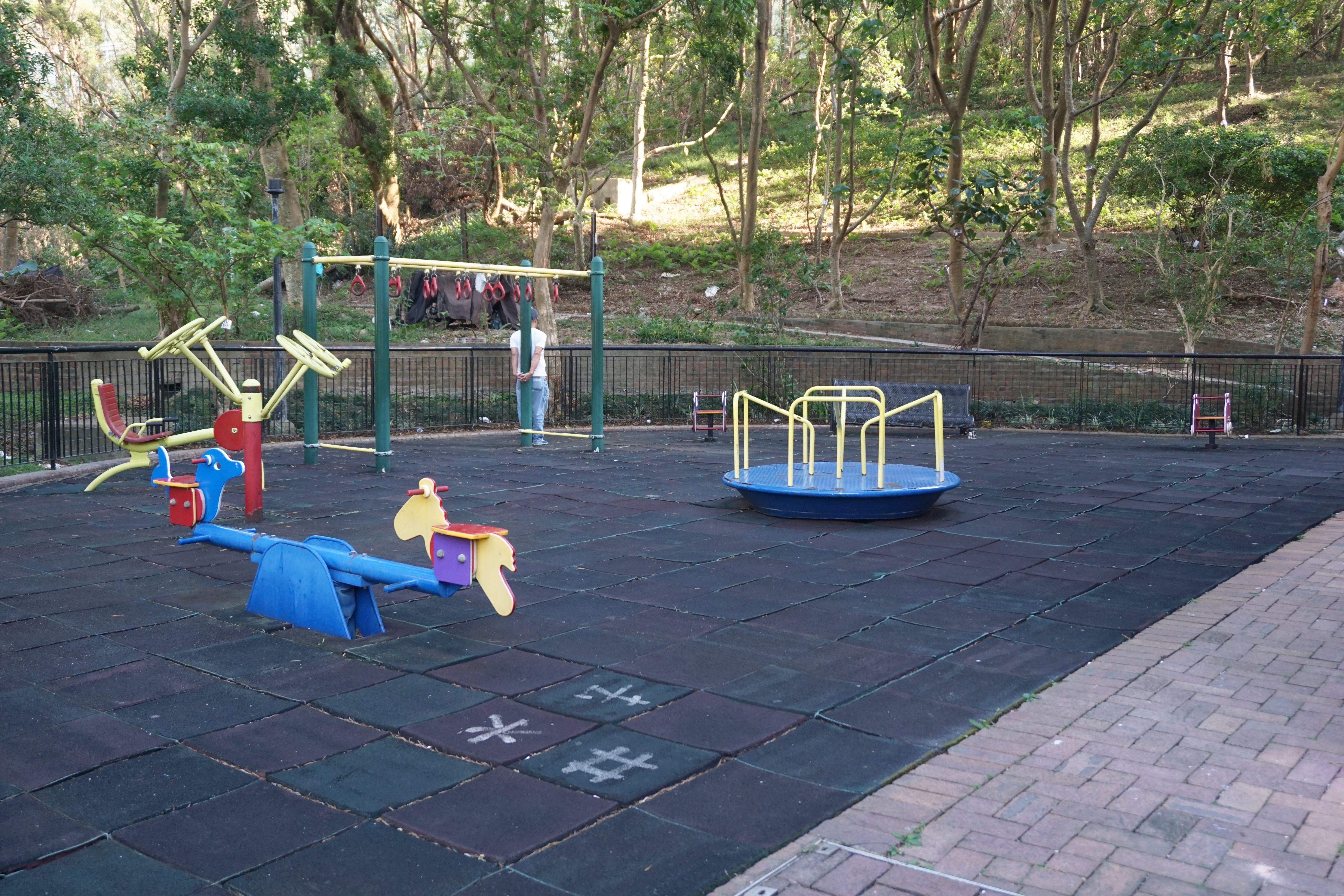
搖搖板、吊環及氹氹轉（英语：Roundabout (play)）
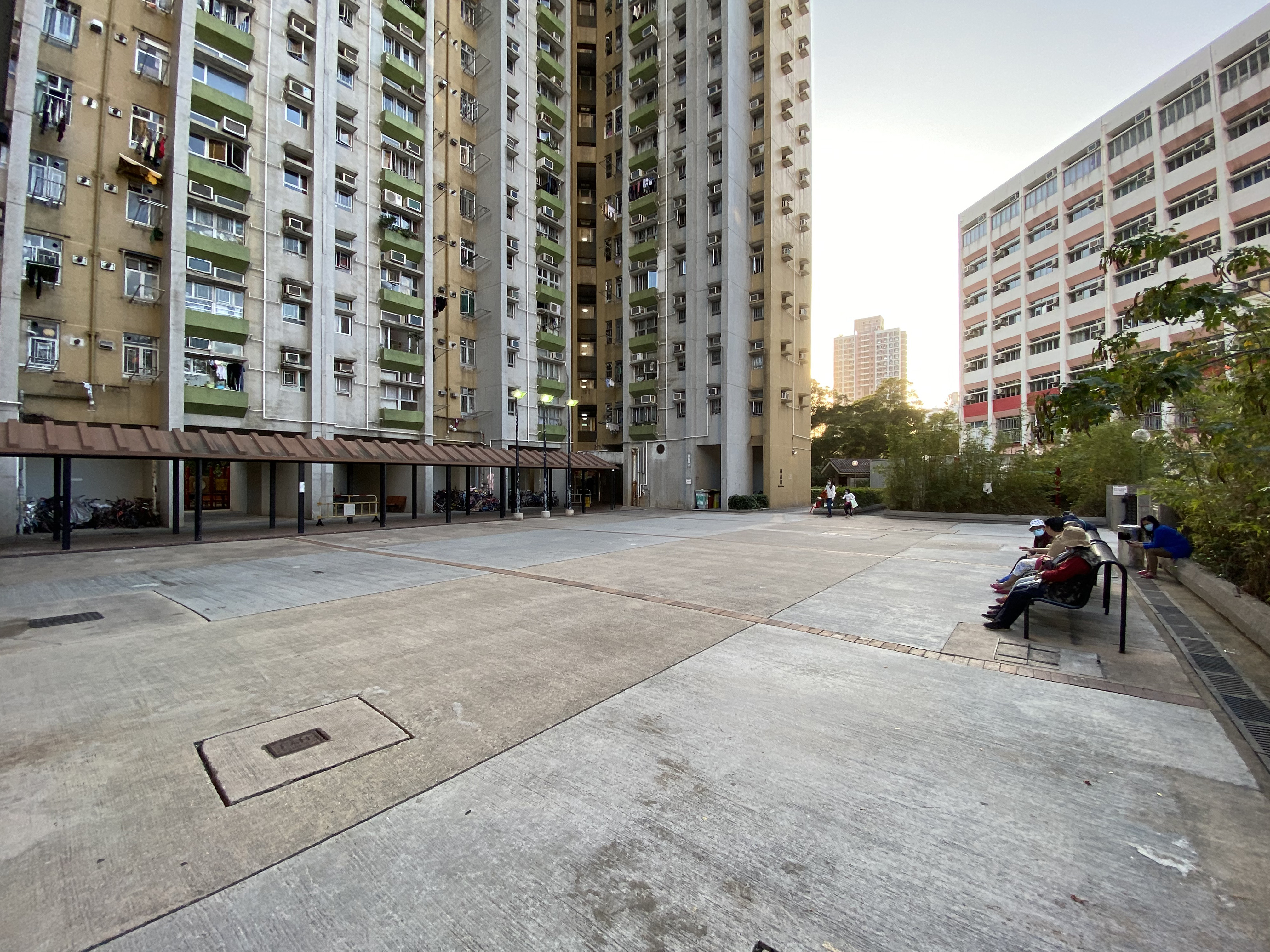
J至K座對出的空地和單車停泊處

## 區議會分布
錦英苑屬沙田區議會錦英選區（R30）的一部份，此選區於1994年成立，1994年至2006年區議員為前綫的黃國雄，2006年至2015年為經民聯的湯寶珍，2016年至2021年為民主黨（2018年退黨）的丁仕元。